# Wołodymyr Koniew
Wołodymyr Ołeksandrowycz Koniew (ukr. Володимир Олександрович Конєв; ur. 18 czerwca 1989 w Charkowie) – ukraiński koszykarz, reprezentant kraju, występujący na pozycjach niskiego lub silnego skrzydłowego.

## Osiągnięcia
Stan na 14 kwietnia 2022, na podstawie, o ile nie zaznaczono inaczej.

### Drużynowe
- Mistrz Ukrainy (2015, 2016, 2018)
- Wicemistrz Ukrainy (2014, 2017)
- Zdobywca Pucharu Ukrainy (2016)
- Finalista Pucharu Ukrainy (2021)

### Indywidualne
- MVP Pucharu Ukrainy (2016)

### Reprezentacja
- Uczestnik:
  - mistrzostw Europy (2017 – 15. miejsce)
  - kwalifikacji:
    - europejskich do mistrzostw świata (2019)
    - do Eurobasketu (2017)